# 毛叶疏花蔷薇
毛叶疏花蔷薇（学名：Rosa laxa var. mollis）为蔷薇科蔷薇属下的一个变种。

## 扩展阅读
- 維基物種上的相關：毛叶疏花蔷薇